# Belastningsregistret
Belastningsregistret, i dagligt tal även brottsregistret eller polisregistret, är ett brottsregister som förs av Polismyndigheten (före 2015 Rikspolisstyrelsen) enligt lagen (1998:620) om belastningsregister, och som bland annat innehåller information om personer som ålagts påföljd för brott genom dom, beslut, strafföreläggande eller föreläggande av ordningsbot eller fått åtalsunderlåtelse. Även domar meddelade i utlandet ska föras in.
Polis-, skatte-, tull- eller åklagarmyndighet eller allmän domstol kan begära utdrag ur registret. En enskild person har rätt att skriftligen få ta del av samtliga uppgifter ur registret om sig själv. Efter en tid sker en gallring (borttagning) av belastning i registret. Straffpåföljden avgör i många fall hur länge en belastning finns kvar i registret, t.ex. gallras en belastning om fortkörningsbot 5 år efter dom.
För personer under 18 år gallras uppgifterna efter fem år, vilket även gäller generellt för bland annat bötesbrott, för domar där straffet bestämts till villkorlig dom eller skyddstillsyn gallras uppgifterna normalt efter tio år efter att ett strafföreläggande godkänts eller en dom meddelats. En dom där ett fängelsestraff dömts ut gallras normalt tio år efter att den dömde frigetts från fängelsestraffet.

## Utdrag vid anställning
Sedan 2001 krävs det enligt skollagen att den som anställs för arbete inom förskola, skola och vissa andra verksamheter, visar upp ett utdrag ur belastningsregistret. Utdraget är giltigt i ett år och det är den arbetssökande som själv måste begära utdraget av polisen.
Sedan 2003 har det blivit allt vanligare att privata arbetsgivare kräver att den arbetssökande visar upp utdrag ur belastningsregistret inför anställning. Mellan 2003 och 2012 nästan femdubblades antalet registerutdrag, från 40 000 till 199 000[källa behövs].
Sverige torde vara det land i världen som har den mest långtgående öppenheten eller transparensen vad gäller domar och lagföringar. På grund av den så kallade Offentlighetsprincipen, som är unik för landet, är alla domar offentliga. Även förundersökningar är offentligt tillgängliga om de lett till fällande dom. Det har det senaste decenniet, i och med internets allt större betydelse, medfört att det uppstått en blomstrande marknad för försäljning av domar, där ett stort antal privata aktörer är verksamma. Offentlighetsprincipen, som medger ett undantag från GDPR-förordningen i EU, har kritiserats då många menar att den inte är anpassad för det digitala samhället utan tillkom i en svunnen epok. Att alla domar och lagföringar är tillgängliga för alla och envar innebär att skyddet för den personliga integriteten inte respekteras, menar man.  

## Andra länder

### USA
I USA förs belastningsregister av federala och delstatliga myndigheter. Även arresteringar utan dom kan behållas i registren. För grova brott, särskilt sexualbrott, är informationen ofta offentligt tillgänglig. Arbetsgivare i USA kräver ofta att arbetssökande tar ut egna utdrag.

### Storbritannien
I Storbritannien förs belastningsregister av myndigheter i varje riksdel (England, Skottland, Wales och Nordirland). Registret innehåller endast domar och är inte en offentlig handling. Informationen kan användas vid anställningar, exempelvis inom polisen, domstolar och som skol- och daghemspersonal. I vissa fall kan även nedlagda polisutredningar användas. Privata arbetsgivare begär ofta att sökande visar upp ett eget utdrag innan anställning.